# جامعة زمزم للعلوم والتكنولوجيا
جامعة زمزم للعلوم والتكنولوجيا ( ZUST ) مؤسسة صومالية للتعليم العالي تأسست في 2013 بهدف تعزيز القدرات البشرية في المجتمع، يقع مقر الجامعة الرئيسي في العاصمة الصومالية مقديشو، ولها فروع في مدينتي بيدوا وجوهر.

## خلفية تاريخية
في عام 2012 أنشأت مؤسسة زمزم كلية لعلوم الزراعة بهدف "إعادة بناء نظام إنتاج الغذاء في البلاد، مع تعزيز توليد الدخل للأسر ذات الدخل المنخفض". ونفذت الكلية 22 برنامجًا تدريبيًا خلال تلك الفترة، وأصبحت كلية التدريب الزراعي جامعة زمزم للعلوم والتكنولوجيا (ZUST) في عام 2013. 
في عام 2013 قدمت الجامعة أولى دوراتها على مستوى الدراسات العليا، وافتتحت كلية الزراعة في عام 2014، تلتها كلية الطب في عام 2015، وتضم الجامعة حاليًا ست كليات ومركز للدراسات العليا، ويقع الحرم الجامعي الرئيسي في KM11 weydoow في العاصمة مقديشو، وبدأ العمل فيه في 4 سبتمبر 2016.

## الكليات
| الكلية                      | البرامج التعليمية                     |
| كلية الزراعة                | بكالوريوس في علم الزراعة              |
| كلية الزراعة                | بكالوريوس في علم الحيوان              |
| كلية الطب والجراحة          | البكالوريوس في الطب                   |
| كلية علوم الصحة             | بكالوريوس في المختبرات الطبية         |
| كلية علوم الصحة             | بكالوريوس تمريض                       |
| كلية علوم الصحة             | بكالوريوس في الصحة العامة             |
| كلية الأعمال والإدارة       | بكالوريوس إدارة عامة                  |
| كلية الأعمال والإدارة       | بكالوريوس في العلوم المالية والمصرفية |
| كلية الأعمال والإدارة       | بكالوريوس اقتصاد                      |
| كلية علوم الحاسب والمعلومات | بكالوريوس في تكنولوجيا المعلومات      |
| كلية الهندسة                | بكالوريوس الهندسة                     |